# Perebrodî, Ovruci
Perebrodî (în ucraineană Переброди) este un sat în comuna Usove din raionul Ovruci, regiunea Jîtomîr, Ucraina.

## Demografie
Componența lingvistică a localității Perebrodî
     Ucraineană (97,26%)
     Belarusă (1,37%)
Conform recensământului din 2001, majoritatea populației localității Perebrodî era vorbitoare de ucraineană (97,26%), existând în minoritate și vorbitori de belarusă (1,37%).